# Невін Галмаріні
Не́він Галмарі́ні (італ. Nevin Galmarini) — швейцарський сноубордист, олімпійський чемпіон та медаліст.  
Галмаріні був срібним призером зимових Олімпійських ігор 2014 року у паралельному гігантському слаломі, а на Олімпіаді 2018 року в Пхьончхані  здобув золоту медаль та звання олімпійського чемпіона. 